# Związek Polskich Artystów Fotografików
Związek Polskich Artystów Fotografików – stowarzyszenie twórczo-zawodowe fotografów, którego zadaniem jest zachowanie ich dotychczasowego dorobku oraz promocja i rozwój współczesnej fotografiki.  Związek skupia artystów poruszających się w różnorodnych stylistykach i wyznaczających różne kierunki artystyczne - od fotografii klasycznej po skrajną awangardę.
Od 1992 roku ZPAF stowarzyszony jest w World Council of Professional Photographers

## Historia
ZPAF powstał w 1947 r. jako kontynuacja Fotoklubu Polskiego – organizacji fotografów działającej w okresie międzywojennym XX w. W związku działali m.in.: Jan Bułhak, Zbigniew Dłubak, Benedykt Jerzy Dorys, Edward Falkowski, Edward Hartwig, Zbigniew Łagocki, Wiesław Prażuch, Zofia Rydet, Jan Sunderland, Tadeusz Wański.

## Cele
Statutowym celem działania ZPAF jest:
1. Wszechstronny rozwój twórczości fotograficznej, uwzględniający także postęp naukowo-techniczny w zapisie obrazu.
2. Współuczestnictwo w kształtowaniu polityki kulturalnej.
3. Ochrona swobody wypowiedzi twórczej.
4. Kształtowanie zasad etyki zawodowej.
5. Ochrona dorobku fotografii polskiej, a także upowszechnianie jej w kraju i zagranicą.
6. Inicjowanie systemowych rozwiązań prawnych zapewniających warunki do wykonywania zawodu artysty fotografika w oparciu o status twórcy.
7. Zarządzanie i ochrona powierzonych praw autorskich.
8. Zabieganie o rozwój mecenatu artystycznego.

Decyzją Ministra Kultury z 29 maja 1995 roku wydano stowarzyszeniu zezwolenie na zbiorowe zarządzanie prawami autorskimi do utworów fotograficznych i utworów plastycznych w zakresie rzeźby na następujących polach eksploatacji:
1. zwielokrotnienie jakąkolwiek techniką,
2. wprowadzenie do obrotu,
3. wystawienie,
4. najem,
5. dzierżawa,
6. wprowadzenie do pamięci komputera.

## Nagrody
- Laureat Nagrody Miasta Gdańska w Dziedzinie Kultury (za 1988)[3]

## Okręgi ZPAF
- Okręg Dolnośląski z siedzibą we Wrocławiu
- Okręg Górski z siedzibą w Bielsku-Białej
- Okręg Gdański z siedzibą w Gdańsku
- Okręg Krakowski z siedzibą w Krakowie
- Okręg Lubelski z siedzibą w Chełmie
- Okręg Łódzki z siedzibą w Łodzi
- Okręg Północno-Wschodni z siedzibą w Białymstoku
- Okręg Szczeciński z siedzibą w Szczecinie
- Okręg Śląski z siedzibą w Katowicach
- Okręg Świętokrzyski z siedzibą w Kielcach
- Okręg Kujawsko-Pomorski z siedzibą w Toruniu
- Okręg Wielkopolski z siedzibą w Poznaniu
- Okręg Warszawski z siedzibą w Warszawie